# Hanns-Helmut Schnebel
Hanns-Helmut Schnebel, auch Hans Helmut Schnebel (* 1938) war ab 1959 Soldat und von 1974 bis 2003 Bibliothekar an der Infanterieschule der Bundeswehr in Hammelburg. Als Historiker schreibt er Bücher und Artikel zu regionalhistorischen Themen, als Musikwissenschaftler über Musiker und Militärmusik.
Schnebel, anerkannter Experte für Militärmusik, ist seit 1974 Mitglied der Stadtkapelle Hammelburg, Mitglied des Nordbayerischen Musikbundes und Gründungsmitglied der Deutschen Gesellschaft für Militärmusik e. V. in Ingolstadt.

## Publikationen (Auswahl)
- Aschaffenburg und seine Jägermusik (1848–1918). In: Mainfränkisches Jahrbuch. Band 61, 2009, S. 267–279.
- Bernhard von Hess und die Militärmusik im Königreich Griechenland (1833–1843). In: Mainfränkisches Jahrbuch. Band 62, 2010, S. 179–186.
- Berühmte Marschkomponisten. Stabstrompeter Carl aus Forchheim in Bayern. In: Die Blasmusik. Offizielles Organ des Bundes Deutscher Blasmusikverbände e.V., Freiburg 1990, S. 141–143.
- Christian Anton Kolb, Militärmusikmeister und Komponist (1826–1871). In: Mainfränkisches Jahrbuch. Band 40, 1988, S. 175 ff.
- Cyrill Kistler – Tondichter und Pädagoge. In: Bayerische Blasmusik, Band 49,1998, S. 6 f.
- Der Einmarsch der Amerikaner in den Ebrachgrund 1945. In: Heimatbote aus den Reichen Ebrachgrund. Band 4 (1991), Seite 124–130.
- Der Hammelburger Bernd Franz Friedrich von Heß als Entwicklungshelfer in Griechenland. In: Mainfränkisches Jahrbuch. Band 60, 2008, S. 241 ff.
- Der königliche Musikdirigent Wilhelm Marr aus Prichsenstadt (1855–1921). In: Mainfränkisches Jahrbuch. Band 50, 1998, Seite 245 f.
- Die Garnisonen Ansbach und Bayreuth und ihre Militärmusik. Ein Überblick. In: Mainfränkisches Jahrbuch. Band 64, 2012, S. 147–202.
- Die Musikerfamilie Brandl in Würzburg. In: Mainfränkisches Jahrbuch. Band 43, 1991, S. 146 ff.
- Die Stellungnahme der Nürnberger Kaufmannschaft zur deutschen Handelspolitik 1870–1914. 1967.
- Ein Fürther in Würzburg. Dirigent und Komponist Johann Wilhelm Siebenkäs (1826–1888). In: Mainfränkisches Jahrbuch. Band 49, 1997, S. 189 ff.
- Georg Seifert aus Gochsheim, Musiker und Komponist (1819–1874). In: Mainfränkisches Jahrbuch. Band 48, 1996, S. 248 ff.
- Historisches Hammelburg, mit 1275-jährigem Stadtjubiläum. Hrsg.: Fremdenverkehrsverein Hammelburg 1991.
- Johann Reiter, Hammelburgs letzter Türmer (1804–1886) und sein Sohn Johann, Stabshornist. In: Mainfränkisches Jahrbuch. Band 56, 2005, S. 253 ff.
- Johann Valentin Hamm, Dirigent, Komponist und Musikpädagoge (1811–1874). In: Mainfränkisches Jahrbuch. Band 39, Würzburg 1987, S. 103 ff.
- Johann Valentin Hamm und die Kurmusik in Bad Kissingen. In: Mainfränkisches Jahrbuch. Band 59, 2007, S. 297 ff.
- Joseph Küffner und die Militärmusik. In: Mainfränkisches Jahrbuch. Band 42, 1990, S. 194 ff.
- Kitzingen, seine Garnison und seine Militärmusik. In: Mainfränkisches Jahrbuch. Band 68, 2016, S. ?.
- Lexikon zur Militärmusik im Königreich Bayern 1806–1918. Selbstverlag, Hammelburg 1998.
- Lexikon zur Militärmusik in Württemberg. (Memento vom 4. März 2016 im Internet Archive)
- Michael Ludwig Schmittroth, Militärmusiker und Komponist (1834–1907). In: Mainfränkisches Jahrbuch. Band 41, 1989, Seite 200 f.
- Michael [Ludwig] Schmittroth – Musikmeister mit viel Liebe zum Theater. In: Zeitschrift für bayerische Landesgeschichte. Gesellschaft für Fränkische Geschichte, Bayerische Akademie der Wissenschaften. Kommission für Bayerische Landesgeschichte (Hg.), Verlag Beck, 1995, Heft 4–5.
- Militärmusik in Bamberg – ein Überblick. In: Mainfränkisches Jahrbuch. Band 63, 2011, S. 137–182.
- Nürnberg als Garnisonstadt und seine Militärmusik. In: Mainfränkisches Jahrbuch. Band 65, 2013, S. 189–224.
- Opermelodien fürs gemeine Volk? Peter Joseph von Lindpaintner (1791–1856). In: Bayerische Blasmusik, 2005, Heft 6, S. 6 f.
- Seine Noten verstauben zu Unrecht. Zum 135. Geburtstag des Dirigenten und Komponisten Rudolf Kropp. In: Bayerische Blasmusik, 1993, S. 6 f.
- Stabsmusikmeister Franz Gaul (1903–1981). In: Mainfränkisches Jahrbuch. Band 54, 2002.
- Vom Bürger zum Staatsbürger in Uniform. Hammelburg und die königlich-bayerische Landwehr älterer Ordnung 1816 bis 1868. In: Mainfränkisches Jahrbuch. Band 45, 1993, S. 230 f.
- Zivil-militärische Zusammenarbeit. Das Beispiel Hammelburg. In: Mainfränkisches Jahrbuch. Band 66, 2014, S. 311–332.
- Zur Geschichte des Truppenübungsplatzes Hammelburg und seiner militärischen Nutzung. In: Mainfränkisches Jahrbuch. Band 47, 1995, Seite 50 f.